# 罗歇·戈蒂埃
罗歇·戈蒂埃（法語：Roger Gautier，1922年7月11日—2011年3月1日），法国男子赛艇运动员。他曾代表法国参加1952年夏季奥林匹克运动会赛艇比赛，获得男子四人单桨无舵手银牌。